# Marshall Ledbetter

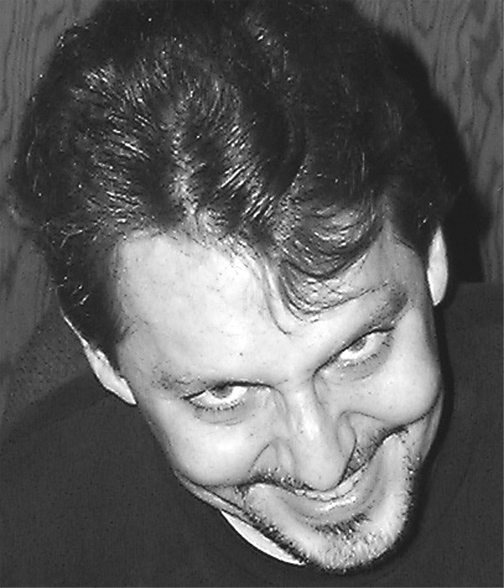
Marshall Ledbetter

Marshall Ledbetter (* 10. Juni 1969; † 14. Juli 2003) war ein amerikanischer Psychedelic-Enthusiast und Aktivist, der unkonventionelle Protestmethoden bevorzugte.
Am 14. Juni 1991 gegen 4:00 Uhr morgens brach Ledbetter, Student an der Florida State University, ins Florida State Capitol in Tallahassee ein, verbarrikadierte sich und rief vom Büro eines Senators aus die Polizei. Bei dem Gespräch mit dieser verlangte er, die Gesellschaft solle aufwachen und die Leute sollten aufhören, Roboterklone des jeweils anderen zu sein. Er forderte eine vegetarische 20-Zoll-Pizza der Pizzeria „Gumby’s“, 666 Donuts, eine Kiste japanischen Lagerbiers und ein CNN-Nachrichtenteam. Außerdem verlangte Marshall Ledbetter von der Polizei, sie solle für ihn folgende Personen ans Telefon holen: Timothy Leary, Lemmy Kilmister, Jello Biafra und Ice Cube. 
Die Polizei befürchtete, das Gebäude könnte von mehreren bewaffneten Terroristen besetzt worden sein, die Geiseln genommen haben. So führte Ledbetters Aktion zum größten Polizeiaufgebot in der Geschichte Floridas. Das Gebäude und seine Umgebung wurden gesperrt, Scharfschützen auf den Dächern ringsum postiert und der Verkehr von SWAT-Einheiten gesperrt. Nach mehreren Stunden Aufregung wurde das State Capitol schließlich gegen 12:45 Uhr von einem SWAT-Team gestürmt, das Ledbetter unter einem Tisch sitzend in Unterwäsche gekleidet und vollkommen unbewaffnet vorfand. In seinen Händen hielt er eine Zigarre und ein Telefon. Er wurde schließlich wegen Hausfriedensbruchs verhaftet.
Am 14. Juli 2003 beging Marshall Ledbetter Selbstmord.

## Einfluss auf die Popkultur
Jello Biafra, einer der vier Personen, mit denen Ledbetter am 14. Juni 1991 zu sprechen wünschte, produzierte im Jahr 2000 mit seiner Band Lard ein Lied mit dem Titel Ballad of Marshall Ledbetter, dessen Text die Geschehnisse und Biafras Eindrücke, die Aktion betreffend, wiedergab.
Jello Biafras Kommentar zu Marshall Ledbetter: „Er war jemand, der genug von der Ungerechtigkeit auf dieser Welt hatte und beschloss auf unkonventionelle Weise etwas dagegen zu unternehmen. Ich bin schon lange ein Fan kreativer Kriminalität. Das beste daran ist, dass es Ausdruck hatte, ein Kunstwerk war und niemand dabei verletzt wurde.“